# Stichting Lezen & Schrijven
Stichting Lezen en Schrijven is in 2004 opgericht door H.K.H. Prinses Laurentien der Nederlanden. De stichting zet zich in voor mensen die moeite hebben met lezen, schrijven, rekenen en omgaan met een computer of smartphone. Stichting Lezen en Schrijven vindt het belangrijk dat volwassenen op hun eigen niveau en in hun eigen buurt kunnen en mogen leren. Ook wil de stichting dat kinderen goed kunnen lezen, schrijven en rekenen; als ze van school komen. De stichting helpt overheden, bedrijven en maatschappelijke organisaties eenvoudig te communiceren en zo toegankelijk te zijn voor iedereen. Op die manier kan de maatschappij laaggeletterdheid verminderen en voorkomen.

## Laaggeletterdheid
Laaggeletterdheid is een term voor mensen die moeite hebben met lezen, schrijven en/of rekenen. Vaak hebben zij daardoor ook moeite met het gebruik van een computer of een smartphone. In Nederland leven ongeveer 2,5 miljoen laaggeletterden, op basis van cijfers uit 2012. Dat is 18 procent van alle mensen in Nederland. Laaggeletterdheid heeft grote impact op het persoonlijke leven. Als iemand niet goed kan lezen, schrijven en/of rekenen, vindt hij minder snel een baan, kan hij minder gezond leven en heeft hij minder grip op zijn geldzaken. Onder de 2,5 miljoen laaggeletterden zijn 1,8 miljoen 16- tot 65-jarigen die moeite hebben met lezen, schrijven en/of rekenen. Stichting Lezen en Schrijven heeft het voorkomen en verminderen van laaggeletterdheid op zowel de korte als de lange termijn als doel. De stichting doet dit door met maatschappelijke organisaties, scholen, bedrijven en overheden samen te werken om zo gezamenlijk laaggeletterdheid aan te pakken. Het merendeel van de activiteiten van de stichting speelt zich af in Nederland. 

## Bewustwording
Veel laaggeletterden schamen zich en houden jarenlang verborgen dat ze moeite hebben met lezen, schrijven en/of rekenen. Velen durven het zelfs niet tegen hun partner, familie en vrienden te vertellen. Ze verzinnen gedurende hun leven smoesjes en trucjes om het te verbergen. Daardoor is laaggeletterdheid een verborgen maatschappelijk probleem. Stichting Lezen en Schrijven agendeert sinds 2004 het onderwerp laaggeletterdheid bij landelijke, regionale en lokale politiek. Ook maakt de stichting laaggeletterdheid en de aanpak ervan bekender bij het Nederlandse publiek. Zo organiseert de stichting jaarlijks in september de Week van Lezen en Schrijven (voorheen Week van de Alfabetisering). Tijdens deze themaweek organiseren honderden organisaties zoals gemeenten, scholen en bedrijven activiteiten rondom taal, lezen, schrijven en digitale vaardigheden. In 2019 startte Stichting Lezen en Schrijven de doorlopende campagne 'Eén van deze mensen...'. Daarmee wil de stichting het Nederlandse publiek bewuster maken van de signalen om laaggeletterdheid bij familie, vrienden en collega's te herkennen.

## Stijging
Het aantal laaggeletterden in Nederland stijgt elk jaar. Daarvoor zijn 3 oorzaken: jongeren die met taalachterstand school verlaten, migratie en vergrijzing. Uit internationaal onderzoek blijkt dat in Nederland 1 op de 3 15-jarigen met een taalachterstand van school gaat. Een paar jaar geleden was dit 1 op de 4 15-jarigen. Door deze taalachterstand kunnen deze jongeren onvoldoende deelnemen aan de maatschappij. Daarnaast speelt de vergrijzing een grote rol. Naarmate mensen ouder worden, verliezen zij de zogeheten cognitieve vaardigheden. Lezen, schrijven en rekenen vallen onder deze cognitieve vaardigheden.